# Lencz Géza
Lencz Géza (Vámospércs, 1870. március 2. – Debrecen, 1932. április 29.) tiszaroffi és mezőtúri református lelkész, egyháztörténész, egyetemi tanár, a Debreceni Református Hittudományi Akadémia 1925-26. tanévi rektor magnificusa.

## Élete
Az ő érdeme a Debreceni Egyetem létrejöttének előmozdítása, az ősi Református Akadémia, theologiai, jogi és bölcsész fakultásaiból kettőt átengedett a város és Kormány által létrehozandó Egyetemnek, hogy az megkaphassa habilitációt.
Debrecenben  a „Lencz-telep” tévesen gondolták, hogy Lencz Géza (1870–1932) egyháztörténész, egyetemi tanár nevét viseli, azonban, a Lenz telep a valójában a paci Lenz kastély melletti hatalmas parkjában épült.

## Fő művei
- Az úrvacsora kérdése (Debrecen, 1916)
- Der Aufstand Bocskays und der Wiener Friede (Debrecen, 1917) Online
- A dogmatika fejlődése (Debrecen, 1919)